# Invasions mongoles en Asie centrale
Conquêtes mongoles
Batailles
- Birmanie :
  - 1re
    - Ngasaunggyan
    - Bhamo
    - Pagan

  - 2e
- Asie centrale :
  - Qara Khitai
  - Empire khorezmien
- Chine :
  -  Xia occidentaux
  - Jin
  - Song
  - Dali
- Japon :
  - Bun’ei
  - Kōan
- Viêt Nam :
  - Bach Dang
- Autres invasions :
  - Inde
  - Java
  - Corée
  - Tibet

- Rus’ de Kiev
- Khanat de la Volga (Samara Bend, Bilär)
- Durdzuketia
- Pologne (1re invasion)
- Hongrie (1re invasion)
- Bulgarie et Serbie
- Empire latin de Constantinople
- Pologne (2e invasion)
- Thrace
- Hongrie (2e invasion)
- Pologne (3e invasion)
- Serbie (2e invasion)

Proche-Orient
- Empire khorezmien
- Arménie
- Géorgie
- Anatolie (Köse Dağ)
- Bagdad
- Levant
- Palestine (Aïn Djalout)

Les invasions mongoles en Asie centrale commencent après l'unification des tribus mongoles et turques du plateau mongol par Gengis Khan en 1206. Elles s'achèvent en 1221 lorsque le Khan achève la conquête de l'empire khorezmien.

## Ouïghours, Karlouks et Kara-Khitans
Les Ouïghours, Karlouks ainsi que des peuples turcophones et tadjiks locaux font leur soumission aux Mongols dès que ces derniers sont unifiés par Gengis Khan. Les premiers à franchir le pas sont les Ouïghours de Kara-Khoja. Au début, ce sont des vassaux des Kara-Khitans, mais en 1210, Idiqut Barchuq, le souverain ouïghour des Kara-Khoja, se présente devant le Khan et fait allégeance aux Mongols. Comme récompense, il reçoit la fille de Gengis en mariage et les Ouïghours commencent à servir les Mongols au sein de leur administration. Peu de temps après, un dirigeant des peuples Karlouks et Buzar, le seigneur de guerre de la vallée de Chuy, suit l’exemple d'Idiqut Barchuq et fait à son tour allégeance aux Mongols.
Les Kara-Khitans, les anciens suzerains des Kara-Khoja, sont une branche du peuple Proto-mongols des Khitans. Ce peuple avait fondé la dynastie de Liao, qui a régné sur le nord de la Chine de 907 à 1125. Cette dynastie a été détruite par une alliance entre les Jurchens de la dynastie Jin, des vassaux des Liao, et les Chinois de la dynastie Song. En 1124, juste avant la chute des Liao, un notable nommé Yelü Dashi (耶律大石) fait scission avec l'empereur et part avec une partie de la population Khitan vers l'ouest jusqu'en Asie centrale, où il fonde le Kanat des Kara-Khitan. Après avoir éliminé les Qarakhanides et vaincu les Seldjoukides d'Ahmad Sanjar lors de la bataille de Qatwan en 1141, le nouveau khanat domine un immense empire. Cependant, la puissance des Kara-Khitans est brisée en 1211 par leur défaite face aux troupes d'Ala ad-Din Muhammad II, le Chah du Khwarezm et surtout par l'usurpation du trône par Kütchlüg, qui survient la même année. Cet usurpateur est chef turc de Mongolie de la tribu des Naïmans. Cette tribu ayant été vaincue par Genghis Khan, Kütchlüg s'enfuit et, après un temps d'errances, trouve refuge chez les Kara-Khitans. Yelü Zhilugu, le Gur Khan des Khitans, l'accueille à bras ouverts, mais il usurpe le trône de son hôte en 1211,.
Ancien nestorien converti au bouddhisme, Kütchlüg commet la double erreur de persécuter les musulmans, qui représentent la majorité de la population, pour les obliger à se convertir au bouddhisme ou christianisme, et d'assiéger Almaligh, une ville appartenant aux Karlouks, avant d'exécuter le seigneur de la ville. Les Karlouks étant alors des vassaux des Mongols, ils demandent de l'aide à Gengis Khan. En 1216, Gengis réagit en envoyant son général Jebe attaquer Kütchlüg. Ce dernier est vaincu par les Mongols à Balasagun et doit s'enfuir vers l'est. Après avoir mis fin aux persécutions, Jebe se lance à la poursuite du fuyard. Traqué par les Mongols alors que tout l'empire se révolte contre lui, Kütchlüg finit par être tué en 1218.

## Empire khwarezmien
Après la défaite des Kara-Khitans, l'Empire mongol de Gengis Khan gagne une frontière avec l’Empire khwarezmien, qui, comme indiqué dans le chapitre précédent, est dirigé par le Chah Ala ad-Din Muhammad. À cette date, le Khan a réussi à unifier tous les "peuples des tentes de feutre", soit les tribus nomades de Mongolie ainsi que plusieurs peuples turcs et quelques autres peuples nomades, avec relativement peu de pertes humaines et presque aucune perte matérielle. Mais les guerres que le Khan a menées contre les Jürchens de la dynastie Jin et les Tangoutes de la dynastie Xia ont cependant montré à quel point les Mongols peuvent être cruels.
Selon l’historien persan Juzjani, au début Gengis Khan ne compte pas envahir l’Empire khwarezmien et se contente d'envoyer à Ala ad-Din Muhammad un message visant à établir des liens commerciaux, où il s'adresse à lui comme étant son voisin : "Je suis le maître des terres du soleil levant, tandis que vous régnez sur celles du soleil couchant. Concluons un solide traité d’amitié et de paix.
Dans un premier temps, le Chah semble accepter les demandes de Gengis, qui envoie une première caravane composée de marchands et de diplomates. Mais lnalchuq, le gouverneur de la ville khwarezmienne d’Otrar, arrête les 500 membres de la caravane et les fait exécuter, avec l'autorisation du Chah. Lorsque la nouvelle arrive à la cour de Gengis Khan quelques mois plus tard, ce dernier devient fou de rage et décide d'envahir l'empire khwarezmien en guise de représailles. Cette invasion mongole va se solder par la destruction totale de l’empire khwarezmien ainsi que le massacre d’une grande partie de la population civile de la région. Toujours selon Juzjani, les Mongols n'ont organisé qu'une seule campagne contre le Khwarezm et la Transoxiane, mais ils ont systématiquement exterminé une grande partie de la population des villes qui leur résistaient, suivie de la déportation et de la réduction en esclavage des survivants. C'est en grande partie cette guerre qui a valu aux Mongols une réputation de férocité sanguinaire qui marquera le reste de leurs campagnes.
Lors de l’invasion de la Transoxiane en 1219, en plus de la cavalerie mongole qui compose le gros de ses troupes, Gengis Khan a utilisé une unité de soldats chinois spécialistes des catapultes durant les combats. Ces Chinois ont pu utiliser ces catapultes pour lancer des bombes à poudre noire, car ils maitrisent déjà cette technologie à l'époque et plusieurs Chinois familiarisés avec l'usage de la poudre à canon servent dans l’armée du Khan. Les historiens suggèrent que c'est l’invasion mongole qui a amené les armes à poudre noire chinoise en Asie centrale, l'une de ces armes étant le huochong, un mortier chinois.